# Żleb za Skałką

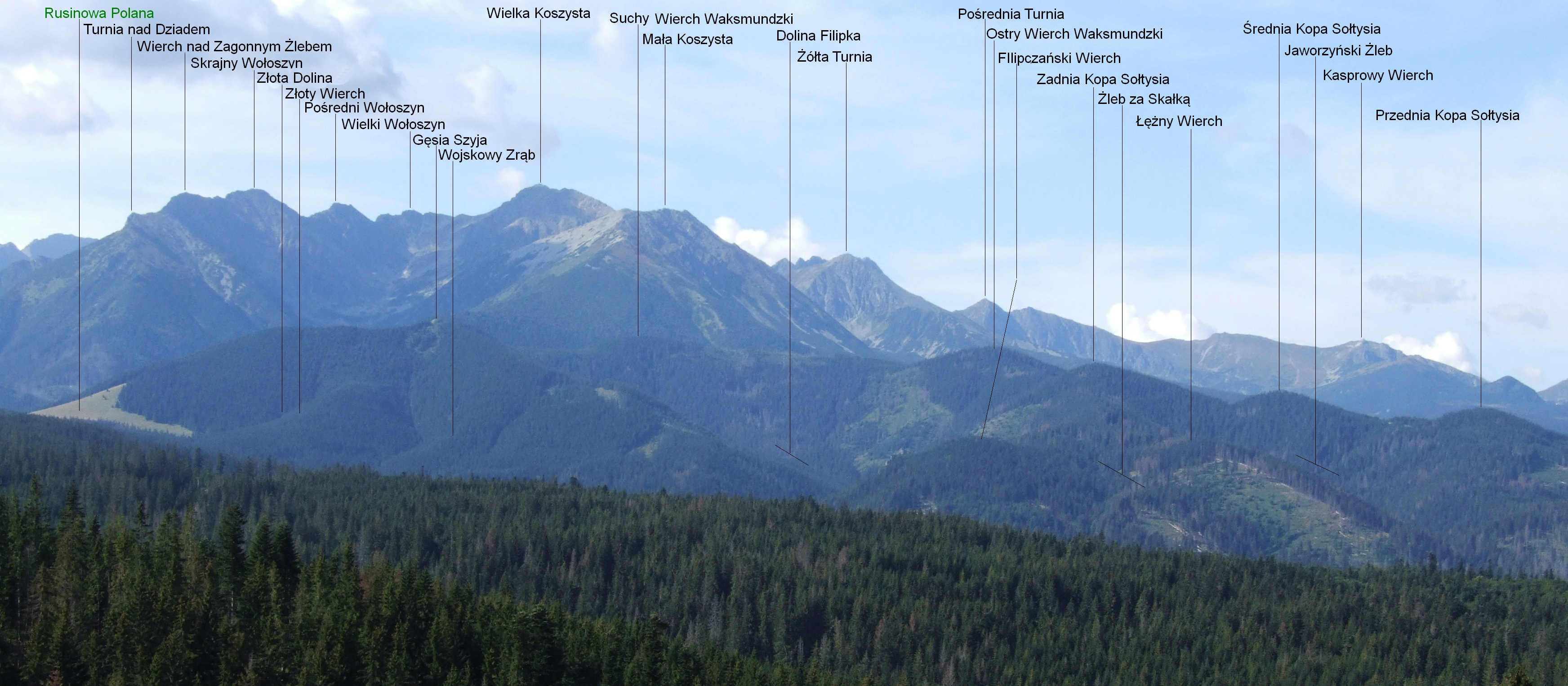
Widok z Głodówki

Żleb za Skałką – orograficznie lewa odnoga doliny Filipki w polskich Tatrach Wysokich. Dolina opada w kierunku północno-wschodnim między grzbietami Filipczańskiego Wierchu i Łężnego Wierchu i uchodzi do Filipczańskiego Potoku jeszcze powyżej Drogi Oswalda Balzera. Jej dnem spływa Potok zza Skałki. W zboczach środkowej części doliny występują zbudowane z wapieni i dolomitów skałki. Nazwa doliny jest ludowego pochodzenia, nie pochodzi jednak od tych skał, lecz od wyżej położonej i skalistej części Filipczańskiego Wierchu. Dolina ma długość około 1,4 km i jest całkowicie porośnięta lasem.